# Harnashoofdvissen
Harnashoofdvissen (Pentacerotidae) zijn een familie van straalvinnige vissen uit de orde van Baarsachtigen (Perciformes).

## Geslachten
- Evistias Jordan, 1907
- Histiopterus Temminck & Schlegel, 1844
- Parazanclistius Hardy, 1983
- Paristiopterus Bleeker, 1876
- Pentaceropsis Steindachner, 1883
- Pentaceros Cuvier, 1829
- Pseudopentaceros
- Zanclistius Jordan, 1907